# Hartree
Un Hartree (símbolo Eh) es la unidad atómica de energía, llamada así por el físico Douglas Hartree.
La energía de Hartree es igual al valor absoluto de la energía potencial eléctrica del átomo de hidrógeno en su estado fundamental. Este valor es exactamente el doble del valor absoluto de la energía de enlace del electrón en el estado fundamental del átomo de hidrógeno, |E1| (no es exactamente igual a dos veces la energía de ionización debido a la masa finita del protón; véase masa reducida).
donde:
| Símbolo                          | Nombre                          | Unidad |
| -------------------------------- | ------------------------------- | ------ |
| {\displaystyle E_{\mathrm {h} }} | Hartree                         | J      |
| {\displaystyle \hbar }           | Constante de Planck reducida    | J s    |
| {\displaystyle m_{e}}            | Masa en reposo del electrón     | kg     |
| {\displaystyle a_{0}}            | Radio de Bohr                   | m      |
| {\displaystyle c}                | Velocidad de la luz en el vacío | m / s  |
| {\displaystyle \alpha }          | Constante de estructura fina    |        |

| {\displaystyle E_{\mathrm {h} }} | Unidad     |
| -------------------------------- | ---------- |
| 4.359 744 17(75)×10−18           | J          |
| 2625.5                           | kJ / mol   |
| 27.211 3845(23)                  | eV         |
| 2                                | Ry         |
| 627.509 391                      | kcal / mol |